# Parthiv Patel
Parthiv Ajay Patel (Gujarati પાર્થિવ અજય પટેલ; * 9. Februar 1985 in Ahmedabad, Indien) ist ein ehemaliger indischer Cricketspieler, der zwischen 2002 und 2018 für die indische Nationalmannschaft spielte.

## Kindheit und Ausbildung
Patel begann das Cricketspielen als kleines Kind, erst mit Tape-Ball und als 10-jähriger mit dem Leder-Cricketball. Er spielte in den Jugendmannschaften von Gujarat und konnte dort früh herausragen. Unter anderem führte er das U19-Team der West Zone gegen die tourende englische U19-Nationalmannschaft als Kapitän an. Auch führte er das indische U17-Team zum Gewinn des Jugend-Asia-Cups und beim ICC U19-Cricket-Weltmeisterschaft 2002 an.

## Aktive Karriere
Sein First-Class-Debüt erfolgte in der Saison 2001/02. In der Saison 2002 folgte sein Nationalmannschaftsdebüt, als er in England seinen ersten Test absolvierte. Im Januar 2003 folgte auch sein ODI-Debüt in Neuseeland. Er verblieb zunächst im Team auch wenn sich seine Fehler als Wicket-Keeper häuften. Auch hatte er mit Rahul Dravid eine Konkurrenz um diese Position. Im vierten Test in Australien im Januar 2004 erreichte er ein Fifty über 62 Runs. Bei der Test-Serie in Pakistan im April 2004 erreichte er zwei Fifties (62 und 69 Runs) Runs und wurde er nach deutlichem zeigen von Dissent mit dem Umpire vom Weltverband mit einer Geldstrafe belegt. Im Oktober gelang ihn dann gegen Australien ein weiteres Fifty (54 Runs). Doch waren seine Leistungen als Keeper bei der Tour zu schlecht und er wurde aus dem Kader gestrichen.
Da sich in der Folge Dinesh Karthik und Mahendra Singh Dhoni etablierten, fand Patel für lange Zeit keinen Platz mehr im Nationalmannschaftskader und wenn nur als Ersatz-Wicket-Keeper. Er war auch Teil der indischen A-Nationalmannschaft und konnte dort als Vize-Kapitän agieren. Im nationalen indischen Cricket spielte er für Gujarat. Er erhielt einen Einsatz in der Test-Serie in Sri Lanka, konnte sich jedoch nicht wieder etablieren. Sein Weg zurück in den ODI-Kader fand er bei der Tour gegen Neuseeland im Dezember 2010, als ihm zwei Fifties (53 und 56* Runs) gelangen. Doch wurde er nicht für den Cricket World Cup 2011 berücksichtigt. In der Saison 2011 gab er in den West Indies sein Twenty20-Debüt und konnte in den ODIs ein Fifty über 56 Runs erzielen. Zum Ende der Saison gelang ihm in England ein weiteres Fifty über 95 Runs. Er hatte in den Monaten zuvor immer wieder von Verletzungen der Eröffnungs-Batter des indischen Teams profitiert, wie Sachin Tendulkar, Virender Sehwag und Gautam Gambhir, was ihm Möglichkeiten im Team eröffnet hatte. Dies reichte ab dem Jahr 2012 nicht mehr und er erhielt keine weiteren Berufungen in den ODI-Kader. Sein letztes Spiel absolvierte er bei einem Drei-Nationen-Turnier in Australien gegen Sri Lanka.
Bei der Indian Premier League 2015 verhalf er den Mumbai Indians zum Titelgewinn und auch Gujarat konnte dank seiner Hilfe erstmals die Vijay Hazare Trophy gewinnen. So fand er im November 2016 bei der Tour gegen England wieder seinen Weg zurück ins Test-Team, als sich Wriddhiman Saha verletzte. Dort konnte er dann zwei Fifties (67* und 71 Runs) beisteuern. Doch nachdem Saha wieder genesen war, wurde dieser auf Grund besserer Keeper-Leistungen wieder vor Patel bevorzugt. Im Januar 2018 erhielt er weitere zwei Einsätze gegen Südafrika, doch war dies das letzte Mal, dass er für Indien spielte. Im Dezember 2020 erklärte er dann seinen Rücktritt von allen Formen des Crickets.

## Nach der aktiven Karriere
Nach seinem Karriereende betätigte er sich als Talent-Scout für die Mumbai Indians und arbeitete in deren weltweiten Franchise auch als Batting-Coach. Im Oktober 2024 wechselte er in den Trainerstab der Gujarat Titans.